# San Ildefonso (El Salvador)
San Ildefonso é um município localizado no departamento de San Vicente, em El Salvador.